# Банк Іван Андрійович
Іван Андрійович Банк (1986—2022) — головний сержант Збройних сил України, відзначився у ході російського вторгнення в Україну, учасник російсько-української війни, Герой України з удостоєнням ордена «Золота Зірка» (посмертно).

## Життєпис
Закінчив Крутобалківську ЗОШ, потім проходив службу в рядах Української Армії, учасник миротворчої місії в Югославії, учасник АТО, нагороджений орденом «Народний Герой України», орденом «За мужність», має багато почесних грамот і медалей.
11 вересня 2022 року в районі населеного пункту Білогірка Херсонської області, в результаті мінометного обстрілу, отримав поранення. На наступний день від отриманих поранень у Березнегуватській центральній районній лікарні під час надання медичної допомоги він помер.

## Нагороди
- звання «Герой України» з удостоєнням ордена «Золота Зірка» (29 вересня 2023, посмертно) — за особисту мужність і героїзм, виявлені у захисті державного суверенітету та територіальної цілісності України, самовіддане служіння Українському народові.